# Karl Rudolf Friedenthal
Karl Rudolf Friedenthal (né le 15 septembre 1827 à Breslau, province de Silésie, et mort le 7 mars 1890 à Giesmannsdorf, arrondissement de Neisse (de)) est un avocat, entrepreneur et député prussien.

## Biographie
Les parents de Friedenthal sont Naphtali Markus Friedenthal, commerçant, banquier et conseiller municipal de Breslau, et Amalie née Landsberger. Il commence à étudier le droit à l'Université de Breslau et devient actif dans le Corps Silesia Breslau (de). En tant qu'inactif, il rejoint l'Université Robert-Charles de Heidelberg et l'Université Frédéric-Guillaume Berlin. Après ses examens, il rejoint d'abord le pouvoir judiciaire du royaume de Prusse, mais doit le quitter après la mort de son père en 1854 afin de pouvoir gérer le grand domaine de son père.
En 1857, il devient administrateur de l'arrondissement de Grottkau. En 1861, il épouse Fanny von Rosenberg (1829-1912). Le couple a un fils, décédé jeune, et deux filles : Elsbeth épouse le baron Ernst von Falkenhausen à Bielau, l'autre épouse le baron Oskar von der Lancken-Wakenitz, qui occupe un poste respecté dans le service diplomatique allemand. La demande du gendre Falkenhausen est accordée pour pouvoir s'appeler baron von Friedenthal-Falkenhausen, héritant des biens de la fidéicommis de Friedenthal créée par son beau-père. Karl Rudolf Friedenthal, politiquement libéral, est cofondateur du Parti conservateur libre en 1867, puis député du Reichstag de l'Allemagne du Nord et du Parlement des douanes (1867-1871). Dans les années 1871 à 1881, il est élu au Reichstag.
En tant que député de la Chambre des représentants prussienne (1870-1879), Friedenthal participe activement à la réforme des arrondissements de 1872 C'est lui qui conçoit les principales caractéristiques des règlements des arrondissements de 1872 pour les cinq provinces orientales de la Prusse (en vigueur à partir de 1874), basés sur le principe de l'autonomie gouvernementale. En mai 1872, il acquiert, avec le comte Johannes Maria von Renard (à Groß-Strehlitz en Silésie), le manoir d'Hohenschönhausen auprès de l'administrateur d'arrondissement Georg Scharnweber (de) pour 265 000 Reichstaler et le fait gérer par un administrateur.
À partir de septembre 1874, il est ministre prussien d'État et de l'Agriculture. À ce titre, il fonde la Commission des marais centraux (de). Mais il démissionne après le tournant politique intérieur d'Otto von Bismarck le 12 juillet 1879. Après avoir quitté son poste de ministre d'État, il acquiert en 1879 le domaine de Deutsch-Wartenberg en Basse-Silésie. Il vit ensuite alternativement à Deutsch-Wartenberg et dans la propriété de son père à Giesmannsdorf près de Neisse. En 1881, il se retire de la politique active pour se consacrer à nouveau à la gestion de ses exploitations agricoles et industrielles.
Une rue de Schmargendorf porte le nom de Friedenthal vers 1908. En 1997, le parc d'Halensee est nommé Parc Friedenthal et ouvre ses portes. Une plaque de bronze y est inaugurée en septembre 1997 en l'honneur de Friedenthal.

## Honneurs

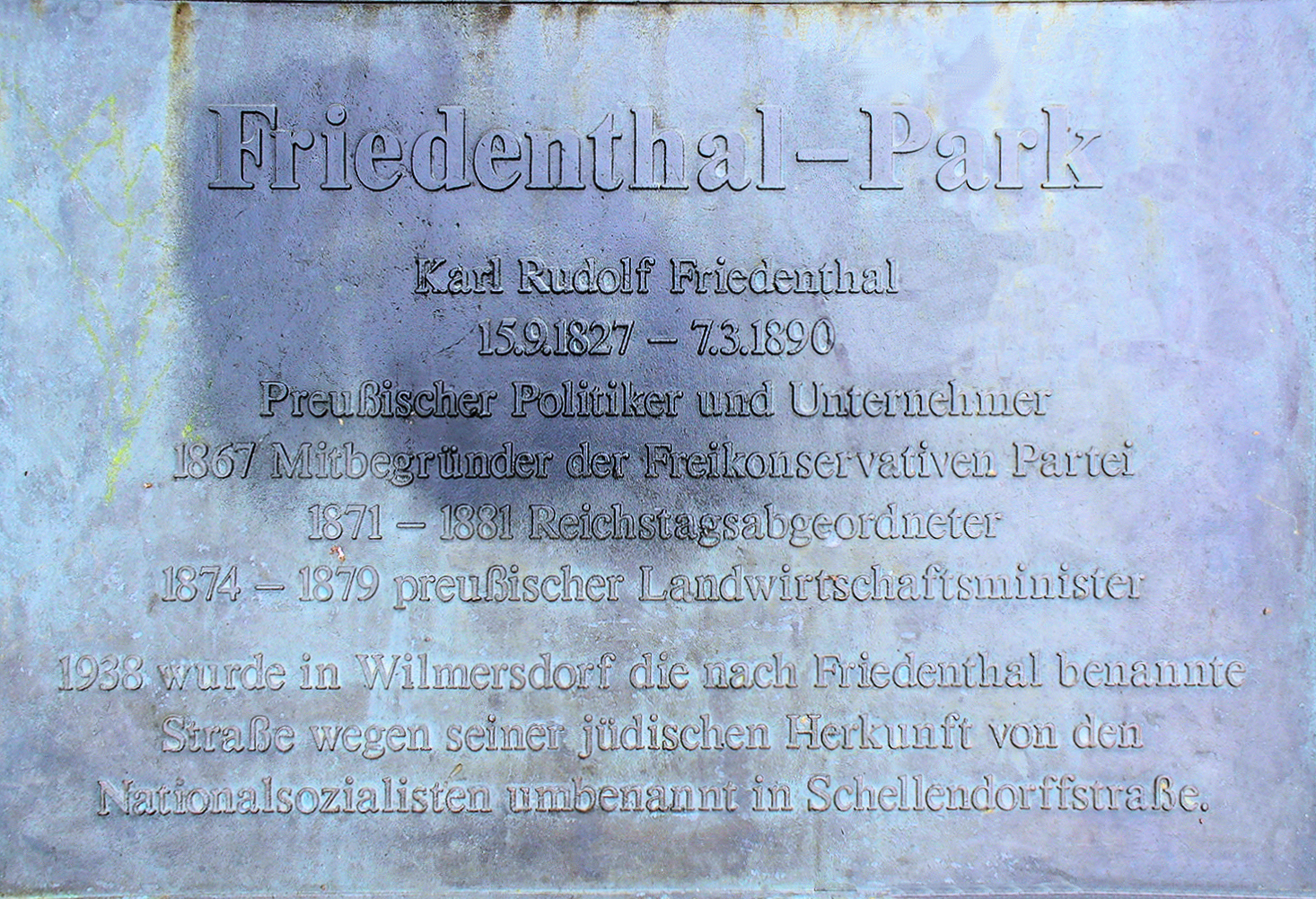
Plaque commémorative dans le parc Friedenthal, à Berlin-Grunewald

- Il refuse l'élévation à la noblesse qui lui est offerte en 1879[8],[9]
- Plaque commémorative : Halenseestrasse, Charlottenburg-Wilmersdorf
- Parc : Parc Karl-Friedenthal, Charlottenburg-Wilmersdorf
- Rue : Friedenthalstraße [historique], Wilmersdorf (aujourd'hui Charlottenburg-Wilmersdorf)